# ファシズム批判
ファシズム批判（ファシズムひはん）とは、ファシズムを批判する事である。ここでは、主に戦前の日本でのファシズム批判について記述する。

## 概要
戦前の支配勢力・運動・体制をどう規定するかは学問上問題のあるところである。一般にはファシズム、天皇制ファシズム、全体主義、超国家主義、国家至上主義、右翼・軍部主導体制、単なる戦時体制などと規定される。どう規定するのが正しいかは上記各項目を参照のこと。少なくとも当時の知識人層には、イタリア、ドイツとの関連で、ファシズムと捉える考えが存在した。

## 国内武力独裁への批判論文

### 五・一五事件批判
五・一五事件の批判をした論文には次がある。
- 桐生悠々「五・一五事件に対する当局の謬見」（『信濃毎日新聞』1933年5月10日）
  - 「そ（反乱罪）の性質の憎むべく、呪うべくは論を待たないのみならず、その被害の及ぶ範囲も程度も甚大である」。「こうした暴動を名誉的とするものは、名誉の意味を取り違えた変態的心理の持ち主である。言い換えれば、狂人の仕業である」。
- 桐生悠々「五・一五事件の政治的結果」（『信濃毎日新聞』1933年5月19日）
- 桐生悠々「五・一五事件と国民の積極的責任」（『信濃毎日新聞』1933年8月9日）
- 桐生悠々「五・一五事件の大教訓」（『信濃毎日新聞』1933年8月20日）
- 河合栄治郎「五・一五事件の批判」（『文藝春秋』1933年11月11日）
  - (1) 軍人が主導したことが問題である。i) 軍人には本来目的があり、それから逸している。ii) 軍人にさまざまな理由から政治主導する資格はない。
  - (2) 武力公使したことが問題である。革命主義か議会主義かで、革命主義がよいとする理由はない。「革命主義はただ自己のみが正しいとする自負心のうえに立脚する」。国民多数の同意なしでも改革は形式を整えることはできても、「改革の効用を発揮しえない」。
  - (3) 思想内容が問題である（中身は「社会思想の批判」参照）。

### 二・二六事件批判
二・二六事件の批判をした論文には次がある。
- 矢内原忠雄「落飾記」（『通信』1936年２月29日）
  - 「血気の勇ありて、正義なく、信念ありて、知識なく、暴力に恃んで、国事を左右せんとす」。「上に権威なく、下に秩序なく、ついに内乱に近き状態を現すに至った」。「形式的の国体明徴論者は実質的の国体破壊者であるのだ」。
- 桐生悠々「皇軍を私兵化して国民の同情を失った軍部」（『他山の石』1936年3月5日）
  - 「だから言ったではないか、五・一五事件の犯人に対して一部国民があまりに盲目的雷同的の賛辞を呈すれば、これが模倣を防ぎあたわないと」。「彼等自身が最大罪悪、最も憎むべき国家的行動として、憤怒しつつあった皇軍の私兵化を敢えてして、憚らなくなった」。「軍部よ、今目覚めたる国民の声を聞け」。
- 河合栄治郎「二・二六事件の批判」（『帝国大学新聞』1936年3月9日）
  - (1) 一部少数の者が暴力を行使して国民多数を蹂躙する。暴力所有者が決定権を持つ道理はない。「我々が晏如として眠れる間に、武器を持つことそのことのゆえのみで、我々多数の意志は無のごとくに踏み付けられるならば、まずあらゆる民衆に武器を配布して、公平なる暴力を出発点として、我々の勝敗を決せしめるにしくはない」。
  - (2) 軍部が主導したことでその非は倍加する。軍人には本来業務がある。
  - (3) 知識階級の無力が暴力賛美を生み出す。「暴力は一時世を支配しようとも、暴力自体の自壊作用によりて、瓦解する。真理は一度地に塗れようとも、神の永遠のときは真理のものである」。
- 石橋湛山「不祥事事件と言論機関の任務」（『東洋経済新報』1936年3月）
  - 「ことに遺憾なのは言論機関の態度である。彼等はなんらかことが起こると、必ず痛烈に要路のものを攻撃し、嘲笑し、罵倒する。しかし彼等自身がいかなる具体的建設案を提示したことがあるであろうか」。
- 河合栄治郎「時局に対して志を言う」（『中央公論』1936年6月）
  - 決起を起こした軍人が提起する問題を、暴力を用いずとも、解決するための方策を提案する。(1) 国際平和機構の建設、(2) 議会主義の確立、(3) 政治機構の改革、(4) 社会制度の改革、(5) 教育制度の改革

### 大政翼賛会批判
大政翼賛会の批判をした論文には次がある。
- 桐生悠々「一国一党は独裁政治の始」（『他山の石』1938年11月5日）
  - 「一国一党は独裁政治の始まりと言うよりも、むしろ一国一党そのものが独裁政治であることは、ソビエト・ロシア、イタリア、ドイツを見れば、明らかである」。「一国に少なくとも二個の政党があってこそ、そこに初めて一国の国情を如実に議会の上に反射し得るのである」。
- 桐生悠々「一国一党の利弊」（1940年7月5日）
  - 「拙速を尊ぶ点においては持って来いであるけれども、巧遅を選ぶ場合には、往々にして失敗する危険がある」。「この弊害を矯めるには、選挙法を改正しなければならない」。「まず国民を再教育せよ」。
- 石橋湛山「議会制度の効用」（『東洋経済新報』1940年11月30日）
  - 政党なき議会は「いわば雑然たる群衆を一堂に集めた」だけで、「無意味の会合」か、「始末の悪い紛然たる討論場」になってしまう。

## 大陸武力進出への批判論文
大陸進出の批判をした論文には次がある。

### 満州事変批判
- 石橋湛山「内閣の欲せざる事実の拡大――政府の責任頗る重大」（『東洋経済新報』1931年9月26日）
  - 「内閣が軍部の方針に屈し、その引き回すままに従った、ということだ」。「内閣は亡びたに等しい」。
- 石橋湛山「満蒙問題解決の根本方針如何」（『東洋経済新報』1931年9月26日）
  - 日中両国が親睦続けることが両国の利益であり、必要である。日本は中国のことを知らない。中国の統一国家建設を認めるべきである。平和な経済関係で十分原料の取得はできる。
- 石橋湛山「満蒙新国家の成立と我国民の対策」（1931年9月27日「社説」）
  - 満州国は日本軍部の「息がかか」った「急造の国家」である。「乗りかかった船なれば、今さら捨て去るわけには行かぬ」。それでも、「満蒙から撤退せよ」、「資本を輸出せよ」。
- 矢内原忠雄『満州問題』（岩波書店、1934年）
  - 日本の資本主義は独占資本主義段階に達している。満州問題には軍部が深く関与している。日本の特殊権益確保の観点が絡んでいる。満州国は民族自決原則とは合わない原則で作られた。
- 石橋湛山「世界解放主義を掲げて」（『東洋経済新報』1936年9月）
  - 小国日本主義、植民地放棄主義、満州問題の平和的解決が必要である。

### 日中戦争批判
- 矢内原忠雄「国家の理想」（『中央公論』1937年9月）
  - 国家の理想は正義である。正義とは弱者の権利を強者から守ることである。国家が正義に反した場合は、国民の誰かから批判されねばならない。「日本の理想を生かすためにひとまずこの国を葬ってください」。（これが契機で矢内原忠雄事件に発展する。）
- 河合栄治郎「日支問題論」（『中央公論』1937年11月）
  - 六つの観点から日中戦争肯定論は肯定できない[5]。

## 理論的批判の論文

### 社会体制の批判
社会体制の批判をした論文には次がある。
- 長谷川如是閑「冷静に而してファシズムを警戒せよ」（『改造』1928年）
- 長谷川如是閑「ファシズムの社会的条件と日本の特殊事情」（『批判』1931年3月1日）
- 長谷川如是閑「我が国に於けるファシズムの可能と不可能」（『批判』1931年4月1日）
- 長谷川如是閑「ブルジョア国家に於ける「議会主義」及び「独裁主義」」（『改造』1932年3月1日）
  - A. 最高資本主義国では、独裁主義はブルジョアジーの階級的支配として行われ、ブルジョアジーは独裁主義の否定者として現れる。
  - B. 後進資本主義国では、独裁主義は封建的支配の門的残存または復活として行われ、ブルジョアジーは独裁主義者として現れる。
- 石橋湛山「国難打開の三項目」（『東洋経済新報』1932年5月21日）
  - ファシズム運動の社会的原因としては、i) 言論自由の欠如、ii) 指導者の無能、iii) 経済界の不景気がある。
- 長谷川如是閑「資本主義・帝国主義・日本主義」（『経済往来』1932年7月1日）
  - 「資本主義的領域の拡大が困難になったときには、戦争の結果は膨大なる生産組織の休止状態を生じて、今日のような世界的恐慌となることは十分予想されたことである」。戦争は矛盾を克服し得ない。
- 石橋湛山「言論を絶対自由ならしむる外思想を善導する方法はない」（『東洋経済新報』1933年1月28日）
  - 「共産主義にも、ファッショにも、軍国主義にも、その他あらゆる思想に、思いのままの勝手の議論をさせるがよい。しかしてその自然淘汰によって、正しきは社会に採り入れられ、誤れるは捨てられる」。
- 河合栄治郎「議会主義と独裁主義との対立」（『経済往来』1934年2月）
  - マルクス主義とファシズムには「共通項がある。それは自己の目的を達する能率の上において、議会主義は適当の手段ではない、ということである」。両者はともに議会には多数を占めえないと思っている。「自己が多数を占めうるという確信があるならば、議会主義を排撃する必要はない」。
- 桐生悠々「強権主義、国家主義と間違えられた全体主義」（『他山の石』1938年12月20日）
- 桐生悠々「独裁主義と議会主義との対立」（『他山の石』1940年3月20日）

### 社会思想の批判
社会思想の批判をした論文には次がある。
- 河合栄治郎「国家社会主義の批判」（『帝国大学新聞』1932年1月1日）
  - (1) 国家社会主義批判
    - 赤松克麿の思想には、国家観の誤謬、国民主義と国家主義の混同、実現方法の不明確が指摘できる。

  - (2) 国家主義と社会主義の関係
    - i) 国家主義は実体不明なる思想であるから、社会主義と結合することは危険にして、改革は清算される。ii) 国家主義は一定点に停止する。改革の不徹底を攻める社会主義と衝突する。iii) 社会主義実現は国家主義より是認されない。

  - (3) 国民主義と社会主義の関係
    - 国民主義により他国への侵略と防備を行うと、軍備充実拡大となり、軍事費拡大となり、労働者のための出費抑制となり、けっきょく社会主義は実現できない。
- 河合栄治郎「国家社会主義台頭の由来」（『帝国大学新聞』1932年2月29日）
  - 国家社会主義は反資本主義を社会主義と誤認して結合しようとした。だから国家主義と社会主義は結合できない。
- 長谷川如是閑「資本主義・帝国主義・日本主義」（『経済往来』1932年7月1日）
  - 「二十世紀の日本主義の内容は依然として、原始的「神国」説の文字通りの伝承である」。「千年来発展のない、すなわち歴史を持たない思想は、これを思想と呼ぶべきものでは」ない。
- 矢内原忠雄「日本精神の懐古的と前進的」（『理想』1933年1月後『民族と平和』に収録される）
  - 宇宙の道義は国家以上のものである。現実の国家と天皇は宇宙の道義に従わねばならない。天皇の神性よりも造物主の神性の方が上である。
- 矢内原忠雄「悲哀の人」（内村鑑三記念講演会での講演が1933年4月『通信』記載される）
  - 天皇絶対の国家至上主義による日本の政策は虚偽に基づいている。悲哀の人とは虚偽が満ち溢れていることを見抜き、それを公言できる人である。「国家的利欲および国家的虚偽は極めて悪思想なりと言わねばならない。しかも利欲の正義的仮装は罪の極致である」。
- 河合栄治郎「五・一五事件の批判」（『文藝春秋』1933年11月11日）
  - (1) 思想形式の問題＝実行者の i) 理想主義は推敲されていない。ii) 日本主義は「独りよがりの誇大妄想」である。iii) 復古主義は複雑な社会情勢を単純化しやすい。
  - (2) 思想内容の問題＝実行者の i) 国家主義、ii) 天皇政治、iii) 反議会主義、iv) 軍備充実主義、v) アジア主義、vi) 反資本主義……「この社会改革論は中産階級と農民とを主とする社会改良主義である」。これでは労働者問題は解決されないし、農村のみを資本主義から防止することは不可能である。「その意図する目的さえ水泡に帰するのほかあるまい」。
- 河合栄治郎「マルキシズム、ファッシズム、リベラリズムの鼎立」（『中央公論』1934年2月）
- 河合栄治郎「国家主義の批判」（『改造』1934年10月）
  - (1) 国家主義の理論的欠陥＝価値原理として欠陥を有する。＝i) 国家主義は最高の原理ではない。ii) 国家主義は一般国民が生活に依拠する原理ではない。
  - (2) 国家主義の弊害＝国家主義は i) 保守主義に陥る。ii) 道徳原理に背反する。iii) 武力崇拝に陥る。iv) 物質主義である。v) 弾圧独裁政治に傾きやすい。
  - (3) 国家主義に代わるべきものは理想主義的個人主義である。

## 各論者の批判の基盤と姿勢
- 長谷川如是閑の場合
  - 基盤紙＝公紙『我等』『批判』『経済往来』『中央公論』『改造』
  - 公の批判書＝『日本ファシズム批判』（大畑書店、1932年）[6]
  - 姿勢＝マルクス主義者かと思わせる、鋭利な社会的分析により、ファシズム批判をリードする。初期において最初でかつ本格的な体系的分析と批判を行うものの、中期以降は沈黙する[7]。この姿勢により、批判者よりも抵抗者である、とも評されるし、あるいは批判者・抵抗者から大勢順応主義者へ「転向」したのだ、との説も出ることになる[8]。
  - 批判の結果＝1933年共産党シンパ事件に巻き込まれ、以降国法の範囲内で行動することの表明を余儀なくされた。

- 桐生悠々の場合
  - 基盤紙＝公紙『信濃毎日新聞』（1928年1月-33年9月）、個人紙『他山の石』（1934年12月-41年8月）
  - 公の批判書＝なし
  - 姿勢＝五・一五事件批判、関東防空大演習を嗤う、日支再戦せば、第二次世界大戦の予言、国体明徴より軍勅明徴、清算期がきたのだ、新体制批判、日米もし戦うならば（以上、太田雅夫[9]）
  - 批判の結果＝『信濃毎日新聞』を追放され、名古屋で『他山の石』で食い繋ぐことになる。

- 石橋湛山の場合
  - 基盤紙＝公紙『東洋経済新報』
  - 公の批判書＝なし
  - 姿勢＝二・二六事件批判、日中戦争批判、三国軍事同盟批判、大東亜共栄圏構想批判（以上、増田弘[10]）、特殊権益の否定、間接利益論、国際協調の努力、ブロック経済論批判、東亜新秩序との対決、満州無用論、個人主義（以上、姜克實[11]）。ただし、その論調は既成事実を認めたり、批判のトーンが鈍ったりした。それをどう評価するかは分かれるところである。営業紙を守るために譲歩をした、「戦術上（表面上）の退歩」と見る向きがある[12]一方、批判でもなく抵抗でもないと見る向きもある[13]。
  - 批判の結果＝『東洋経済新報』用の紙の量を落とされるなど、営業上の制約を受けたが、終戦まで発禁にもならず、営業を持続する。

- 河合栄治郎の場合
  - 基盤紙＝公紙『帝国大学新聞』『中央公論』『改造』『経済往来』、河合栄治郎事件以降は依拠すべき基盤紙なし（実質執筆禁止）
  - 公の批判書＝『ファッシズム批判』（日本評論社、1934年）[14]、『時局と自由主義』（日本評論社、1937年）[15]
  - 姿勢＝五・一五事件批判、二・二六事件批判、国家社会主義の批判、国家主義の批判、国際的不安の克服、独裁主義（非議会主義）批判（以上、論文の名称より）。批判論者の中では、現実的批判と理論的批判の両方にわたって、最も体系的、最も構造的に批判した。
  - 批判の結果＝著書四書が発禁処分を受け、自身も東京帝国大学から追放される（河合栄治郎事件）。

- 矢内原忠雄の場合
  - 基盤紙＝公紙『中央公論』、個人紙『通信』（1932年11月-37年12月）、矢内原忠雄事件以降は個人紙『嘉信』（1938年1月-61年12月）
  - 公の批判書＝『満州問題』（岩波書店、1934年）、『民族と平和』（岩波書店、1936年）
  - 姿勢＝国家至上主義批判（矢内原伊作[16]）。キリスト者の立場から、ファシズム思想を断罪するものである。
  - 批判の結果＝東京帝国大学から追放される（矢内原忠雄事件）。

- 清沢洌の場合
  - 基盤紙＝個人日記『暗黒日記』（1942年12月-45年5月）
  - 公の批判書＝なし
  - 姿勢＝帝国主義外交批判、日本の中国政策を批判、日米戦争を予感、ドイツとの連携に警告、統制主義批判、官僚主義批判、教育批判（以上、江口敏[17]）
  - 批判の結果＝『暗黒日記』以外には公では批判しなかったため、表だった弾圧はなかった。

- 正木ひろしの場合
  - 基盤紙＝個人紙『近きより』（1937年4月-49年10月）
  - 公の批判書＝なし
  - 姿勢＝中国旅行での、日本軍将兵による中国人抑圧状況を活写した。また、東条英機首相批判、首なし事件などを記載した。
  - 批判の結果＝『近きより』はたびたび廃刊圧力を受けるが、終戦まで長らえる。

- 生方敏郎の場合
  - 基盤紙＝個人紙『古人今人』（1935年-1945年）
  - 公の批判書＝なし
  - 姿勢＝自由主義者、ユーモリストとして、軍部や戦時体制下社会を批判した。
  - 批判の結果＝警戒されていなかったせいか、『古人今人』も個人もさしたる弾圧は受けなかった。

- 『世界文化』同人の場合
  - 同人＝中井正一、久野収、武谷三男、真下信一、和田洋一など
  - 基盤紙＝私団体紙『世界文化』（1935年2月-37年10月）『土曜日』（1936年7月-37年11月）
  - 公の批判書＝なし
  - 姿勢＝西洋の人民戦線運動の紹介
  - 批判の結果＝治安維持法違反で同人が相次いで検挙され（京都人民戦線事件）、『世界文化』も廃刊に追い込まれた。

## 批判と抵抗の類型
国民の大半はその動きに対して従ったのであるが、知識人層を中心に抵抗と批判を現した。そのような抵抗と批判をどのように分類、類型化するか。この問題に何人もの学者・研究者が回答を与えてきた。
- 同志社大学人文科学研究所の類型論
  - A. キリスト者の抵抗＝藤沢武義、明石順三など
  - B. 自由主義者の抵抗＝清沢洌、桐生悠々など[19]
- 家永三郎の類型論
  - A. 消極的抵抗＝a. 沈黙（荒畑寒村、石川三四郎、服部之総）、b. 非便乗の良心的活動（水野広徳、清沢洌、南原繁））
  - B. 積極的抵抗＝a. 合法的抵抗（桐生悠々、生方敏郎、正木ひろし、矢内原忠雄）、b. 非合法的抵抗（軍隊拒否、国内秘密活動、獄中抵抗、国外での反戦運動）[20]
- 橋川文三の類型論
  - A. 政党・議会人の抵抗＝斎藤隆夫、浜田国松
  - B. 「明治スピリット」の抵抗＝桐生悠々、吉田茂
  - C. 市民的立場からの抵抗＝矢内原忠雄、河合栄治郎、中江丑吉、清沢洌[21]
- 土方和雄の類型論
  - A. 組織的抵抗＝唯物論研究会、『世界文化』『土曜日』
  - B. 個人的抵抗＝河合栄治郎、正木ひろし、桐生悠々、生方敏郎、矢内原忠雄[22]
- 降旗節雄の類型論
  - A. マルクス主義者の転向と自由主義者の抵抗＝佐野学、鍋山貞親、天野貞祐
  - B. 文学者の抵抗＝石川達三、田宮虎彦
  - C. ブルジョア左派の抵抗＝石橋湛山、河合栄治郎
  - D. 非行動的リベラリストの抵抗＝長谷川如是閑
  - E. 生産力論としての抵抗＝服部栄太郎、大河内一男
  - F. さまざまな抵抗＝『土曜日』『世界文化』、河合徹[23]
- 青木育志の類型論
  - A. 国内の革命独裁への批判（第一類型）＝桐生悠々、河合栄治郎
  - B. 海外への進出の批判（第二類型）＝石橋湛山、矢内原忠雄
  - C. 国内の革命独裁への抵抗（第三類型）＝長谷川如是閑
  - D. 海外への進出の抵抗（第四類型）＝清沢洌[24]

### 批判者の論文
- 『長谷川如是閑選集』第2巻、栗田出版会、1969年
- 『長谷川如是閑集』第5巻、岩波書店、1990年
- 『桐生悠々』日本平和論大系第9巻、日本図書センター、1993年
- 『石橋湛山評論選集』東洋経済新報社、1990年
- 『河合栄治郎全集』第11巻、社会思想社、1967年
- 『河合栄治郎全集』第12巻、社会思想社、1968年
- 矢内原忠雄『国家の理想――戦時評論集』キリスト者の信仰第4巻、岩波書店、1982年
- 『矢内原忠雄』日本平和論大系第10巻、日本図書センター、1993年
- 清沢洌『暗黒日記――1942-1945』岩波文庫、1990年（『暗黒日記』1-3、ちくま学芸文庫、2002年）
- 『正木ひろし、清沢洌』日本平和論大系第12巻、日本図書センター、1994年
- 正木ひろし『近きより――戦争政策へのたたかいの記録』弘文堂、1964年
- 生方敏郎『古人今人』復刻版、不二出版、1990年

### 批判者・批判文の参考文献
- ねず・まさし『現代史の断面・満州帝国の成立』校倉書房、1990年
- ねず・まさし『現代史の断面・日本のファシズム』校倉書房、1991年
- 保阪正康監修、江口敏著『志に生きる！――昭和怪物伝』清流出版、2003年
- 立花隆『天皇と東大下――大日本帝国の生と死』文藝春秋、2005年

- 田中浩「長谷川如是閑――「超国家主義」と「ファシズム」に抗して」小松茂夫、田中浩編『日本の国家思想』青木書店、1980年
- 田中浩『長谷川如是閑研究序説』未来社、1989年
- 太田雅夫『評伝桐生悠々――戦時下抵抗のジャーナリスト』不二出版、1987年
- 姜克実『石橋湛山――自由主義の背骨』丸善ライブラリー、1994年
- 増田弘『石版湛山――リベラリストの神髄』中公新書、1995年
- 青木育志『河合栄治郎の社会思想体系』春風社、2011年
- 西村秀夫『矢内原忠雄』日本基督教団出版局、1975年
- 矢内原伊作『矢内原忠雄伝』みすず書房、1998年
- 北岡伸一『清沢洌――外交評論の運命』中公新書、1987年

### 批判類型論の参考文献
- 和田洋一 「抵抗の問題」同志社大学人文科学研究所編『戦時下抵抗の研究 - キリスト者・自由主義者の場合I』みすず書房、1968年
- 橋川文三 「抵抗者の政治思想」橋川文三、松本三之介編『近代日本政治思想史II』有斐閣、1970年
- 土方和雄 「日本型ファシズムの台頭と抵抗」古田光、作田啓一、生松敬三編『近代日本社会思想史II』有斐閣、1971年
- 家永三郎 『太平洋戦争』第2版、岩波書店、1986年、256-273頁。
- 降旗節雄 「解説 - 戦時下の抵抗と自立」降旗節雄編『戦時下における抵抗と自立 -創造的戦後への始動』社会評論社、1989年
- 青木育志 『河合栄治郎の社会思想体系』春風社、2011年
- 福家崇洋 『日本ファシズム論争 - 大戦前夜の思想家たち』河出ブックス、2012年 ISBN 9784309624440